# Alphonse Bernoud
Alphonse Bernoud (Meximieux, 4 febbraio 1820 – Lione, 24 novembre 1889) è stato un fotografo francese.
Alphonse, il cui vero nome era Jean Baptiste, iniziò il suo percorso lavorativo come professore di ginnastica e, prima di arrivare a Napoli e Firenze, fu un fotografo viaggiatore col suo dagherrotipo. Non sappiamo se scelse prima Firenze o Napoli, sappiamo però da una foto datata che si trovava a Sanremo nel 1841 e che era domiciliato in Strada Scurreria a Genova. Lasciò lo studio genovese a Carlo Molino, suo allievo, per aprire, non sappiamo se contemporaneamente, studi fotografici a Firenze e Napoli. Presente all'Esposizione Universale di Parigi nel 1855, dove venne premiato, e nel 1857 venne ancora premiato per dei dagherrotipi che raffiguravano animali in movimento. Nel 1861 partecipò, ricevendo ancora un premio, all'Esposizione Nazionale di Firenze con una serie di stereoscopie insieme con Pietro Semplicini che invece portò in mostra stampe di grande formato.
Fu membro della "Société Française de Photographie" dal 1855 al 1864. Il settimanale "La Lumière", tra i più importanti giornali del settore, citò Bernoud in Italia e la sua presenza alle Esposizioni degli anni successivi. Fu quasi certamente uno dei primi a sperimentare, almeno in Italia, le nuove forme fotografiche tra cui la visione stereoscopica e le carte de visite. Le vedute stereoscopiche pubblicate in Italia, insieme a quelle realizzate per il mercato francese da fotografi francesi tra cui Ferrier & Soulier, Henri Plaut, Jules Andrieu e Jean-Baptiste Nicolas Jannelle, sono state sicuramente tra le prime.
Dopo il 1850 fu probabilmente, in Italia, il primo a dedicarsi alla fotografia in maniera professionistica tanto da aprire ben tre studi a suo nome a Napoli, Firenze e Livorno dove ritrasse personaggi importanti della vista sociale, politica, aristocratica di quelle città e di passaggio in maniera tale che la sua fama raggiunse ben presto gli alti ranghi della società italiana, tanto da diventare il fotografo della corte dei Borbone  prima, e successivamente di Casa Savoia. Immediatamente dopo il terremoto, intorno al 20 dicembre, intraprese una spedizione nelle zone colpite dal terremoto del 1857 in Basilicata, realizzando così il primo reportage fotografico di un terremoto al mondo. Gran parte delle fotografie si devono a lui, anche se Robert Mallet - l'ingegnere irlandese che studiò sul terreno questo terremoto - commissionò un'altra campagna fotografica a Claude Grillet, nel marzo del 1858. Bernoud condusse altre tre campagne fotografiche del terremoto partendo rispettivamente il 29 dicembre 1857, il 12 gennaio e il 26 maggio 1858.
Peraltro, il 'collodio albumizzato' da lui utilizzato, o meglio la variante da lui messa a punto, gli permetteva di preparare le lastre con largo anticipo e di poterle usare in condizioni climatiche molto diverse, come in quelle calde ed umide napoletane così come in quelle più fresche di Firenze e di Livorno, Siena ecc.
Dalla collezione di Ferruccio Malandrini sappiamo che fu a Siena nel 1865 e che fotografò gli allievi del Convitto Tolomei.
Bernoud è altresì noto per aver immortalato numerosi briganti dopo l'unità d'Italia, sia vivi che morti. Una collezione di scatti sul brigantaggio fu esposta nelle vetrine del suo atelier, in via Toledo a Napoli.
Piero Becchetti indica la data finale dell'attività di Bernoud nell'anno 1872: sembra che gli siano succeduti Achille Mauri a Napoli (che si approprio' indebitamente delle lastre negative dei soggetti napoletani di Bernoud rendendo difficile riconoscere la paternità fotografica), Gustavo Mattucci a Firenze e i Fratelli Bartolena a Livorno.
Il catalogo commerciale dell'atelier di Bernoud, stampato a Livorno nel 1864, "Catalogo delle fotografie pubblicato da Alfonso Bernoud fotografo di SM il Re d'Italia e di SAR il principe di Carignano. Ritratti, Vedute di Città, Monumenti, e Soggetti Artistici (diverse grandezze). Si eseguiscono le commissioni contro vaglia postale e se ne fa la spedizione a rischio del richiedente. Firenze, Via dell'Orivolo 51; Napoli, Palazzo Berio, Toledo 256; Livorno, Via Vittorio Emanuele 71, Tipografia di EVA Sardi, pp. 32", è l'unica copia conosciuta.